# Slawsonite
La slawsonite è un minerale appartenente al gruppo del feldspato.